# Jennifer Lopez: All I Have

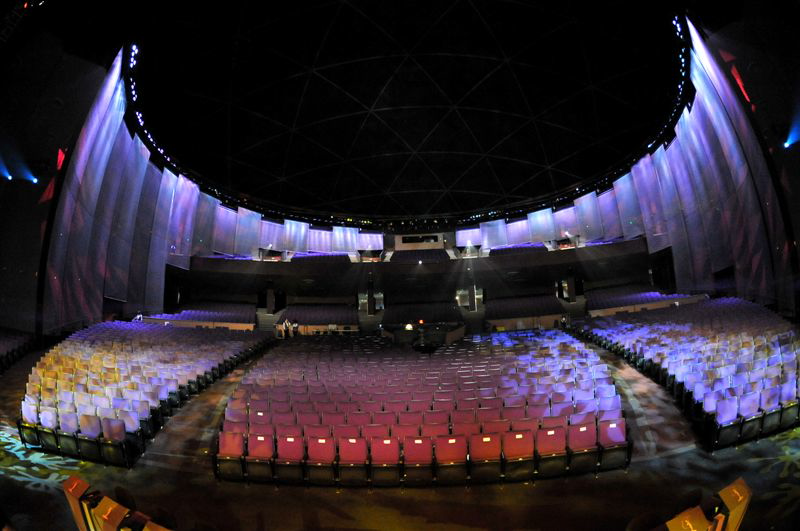
Salle The AXIS du casino Planet Hollywood, où Jennifer Lopez se produit durant Jennifer Lopez: All I Have.

 (mars 2022).
Tournées par Jennifer Lopez
Dance Again World Tour
(2012)
Jennifer Lopez: All I Have est un spectacle en résidence de la chanteuse Jennifer Lopez, interprété au casino Planet Hollywood à Las Vegas. La résidence a été commencée en janvier 2016 a pris fin en septembre 2018,,.